# 陳一氷
陳 一氷（ちん いちひょう/チェン・イービン、中国語: 陈 一冰、拼音: Chén Yībīng、英語: Chen Yibing、1984年12月19日 - ）は、中国の体操競技選手。

## 略歴
5歳で体操を始め、2006年にナショナルチーム入り。2008年の北京五輪では、団体総合の優勝に貢献した他、種目別のつり輪で李寧以来24年ぶりとなる金メダルを獲得した。
つり輪のスペシャリストであり、世界選手権を2006年（オーフス）から4連覇中。北京五輪も含めると5連勝した。
2012年ロンドンオリンピックでは中国男子体操チームの主将を務めた。団体総合では2大会連続の金メダルを獲得したが、金メダル確実といわれた種目別つり輪でブラジルのアルトゥール・ザネッティに敗れ銀メダルに終わった。